# 布萊克洛克島
67°33′S 67°4′W / 67.550°S 67.067°W布萊克洛克島是南極洲的島嶼，位於比古爾丹灣和布喬亞灣之間，長14公里，在1936年由英國探險隊測量時被視為半島並繪入地圖。